# Corts de Sant Cugat-Tortosa (1419-1420)
Les Corts Catalanes varen ser convocades pel rei Alfons el Magnànim a Sant Cugat del Vallès el 21 de març de 1419, quasi tres anys més tard d'heretar la corona d'Aragó a la mort del seu pare Ferran d'Antequera el 2 d'abril de 1416. Era President de la Generalitat l'Andreu Bertran.
El clima polític previ era força tens amb el monarca. La protesta feta al seu pare a les darreres Corts per les incorporacions de membres castellans a la cort reial, no havia estat corregida i el nou rei Alfons al seu nomenament, el 1416, havia manifestat un estil autoritari al dirigir-se en el parlament de Barcelona en castellà. L'arquebisbe de Tarragona, en nom dels estaments presents, li respongué "si vis amaris, ama" (si vols ser estimat, estima), convidant-lo clarament a interessar-se per Catalunya si volia tenir un tracte recíproc. Posteriorment, la noblesa catalana va crear, el 1418, la Junta de Molins de Rei, una lliga de ciutats, viles i barons encapçalada pel conseller de Barcelona Ramon Desplà i el comte Roger Bernat I de Pallars Sobirà, per a fer front als moviments castellanitzants de la cort.
El rei corregí la seva actitud en aquestes corts de Sant Cugat i reduí sensiblement l'estructura de la casa reial.
També s'aprovaren capítols de Cort prohibint obtenir beneficis eclesiàstics als estrangers i el rei acceptà que la inquisició actués sobre els oficials que no haguessin complert les constitucions i lleis catalanes. A canvi d'aquestes concessions, el rei va obtenir un donatiu de 60.000 florins per a les campanyes mediterrànies.
Pel juliol de 1419 es nomenaren els nous diputats a la Generalitat, encapçalat per Joan Desgarrigues com a President.
El gener de 1420 les corts es traslladaren a Tortosa on es lliuren al rei els primers 40.000 florins del donatiu acordat. La comissió de greuges que revisava la legislació per assegurar un major caràcter pactista, presentà tretze constitucions per a ser aprovades, però no s'avançà i es produí una ruptura. El rei, amb el donatiu rebut i la flota preparada, suspengué les corts el 10 de maig i embarcà al port dels Alfacs en direcció a Sardenya.
Les campanyes mediterrànies acabarien amb la conquesta de Nàpols, on Alfons fixaria la seva residència.